# Providenciales
Providenciales je ostrov, který patří k britskému zámořskému území Turks a Caicos. Má rozlohu 98 km² a žije na něm necelých 25 000 obyvatel. V běžné řeči se název ostrova zkracuje na Provo.
Ostrov se nachází v západní části souostroví Caicos. Je obklopen korálovým útesem a tvoří ho vápenec s četnými útesy a jeskyněmi. Nejvyšším bodem je Blue Hills (49 metrů nad mořem), který je také nejvyšším bodem celého zámořského území. Pobřeží je lemováno plážemi s bílým pískem a ve vnitrozemí rostou kaktusy z rodu Melocactus. V okolním moři je možno pozorovat keporkaky.
Ještě v šedesátých letech žilo na ostrově okolo 500 obyvatel a chyběla zde elektřina i sjízdné cesty. Pak zde vybudovala firma Club Med luxusní hotely a Providenciales se stalo vyhledávanou turistickou destinací. Provozuje se potápění a kitesurfing, k využití se nabízí osmnáctijamkové golfové hřiště, historickou památkou je sídlo majitelů bavlníkové plantáže Cheshire Hall. Díky rozvoji cestovního ruchu je Providenciales nejlidnatějším ostrovem Turksu a Caicosu. Nachází se zde mezinárodní letiště.
Na jihozápadním pobřeží ostrova bylo zřízeno chráněné území Chalk Sound National Park.